# 名古屋都市圏

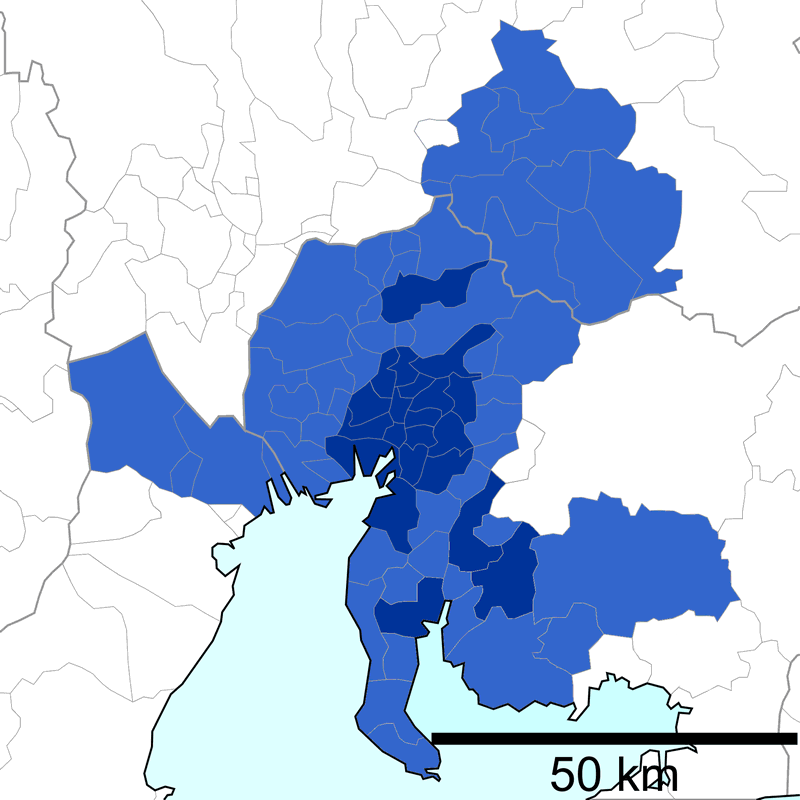
名古屋都市圏（都市雇用圏）の範囲。藍色は中心都市。

名古屋都市圏（なごやとしけん）とは、愛知県名古屋市を中心市とする都市圏のことである。域内総生産は約22.5兆円とされる、東京都市圏、大阪都市圏に次ぐ規模を誇る。愛知県・岐阜県・三重県の東海3県に跨る範囲に広がる。2010年から2015年にかけて都市圏が急拡大しているが岡崎市や安城市、西尾市を初めとして100万人以上の地域で通勤率は10%を下回っている。このようになった理由は東海市のDID人口が10万人を超えて刈谷市や半田市と同様に副中心の条件を満たし(昼夜間人口比率は元々1を超えていた)、そこから通勤率の条件を満たした安城市が同様に名古屋都市圏の副中心になり、それにより通勤率の条件を満たした岡崎市や西尾市を始めとする他の市町村が名古屋都市圏に入ったためである。

## 定義
名古屋市を中心とする都市圏としては以下の他に、総務省の定義による都市圏 (総務省)の中京大都市圏がある。

### 国土交通省
都市間の距離が20km以内であり、人口10万人以上で昼夜間人口比率が1以上である名古屋市と小牧市を核都市として名古屋・小牧都市圏を規定する。2都市への通勤通学者が、全通勤通学者の5%以上または500人以上である市町村を範囲とする。

### 都市雇用圏
2015年の国勢調査基準では、名古屋市と小牧市、半田市、東海市、刈谷市、安城市を中心都市とする38市19町1村で構成され、人口は6,871,632人である。また、2025年7月1日現在の推計人口は6,850,482人である。

中心都市は1990年まで名古屋市のみ、1995年以降は名古屋市と小牧市の2市が、2015年以降は名古屋市と小牧市に加え、半田市と東海市、刈谷市、安城市の6市が設定される。経済産業省等で用いられる。
上記6市への通勤率が最も高い自治体は愛知県阿久比町の44.9%であり、以下の表は通勤率が上位10の自治体である。
| 順位 | 県     | 自治体   | 通勤率 |
| ---- | ------ | -------- | ------ |
| 1    | 愛知県 | 阿久比町 | 44.9%  |
| 2    | 愛知県 | 大治町   | 44.8%  |
| 3    | 愛知県 | 知多市   | 43.3%  |
| 4    | 愛知県 | 知立市   | 42.3%  |
| 5    | 愛知県 | 長久手市 | 40.5%  |
| 6    | 愛知県 | 清須市   | 40.2%  |
| 7    | 愛知県 | 大府市   | 39.9%  |
| 8    | 愛知県 | 岩倉市   | 39.7%  |
| 9    | 愛知県 | 尾張旭市 | 39.4%  |
| 10   | 愛知県 | 蟹江町   | 38.7%  |

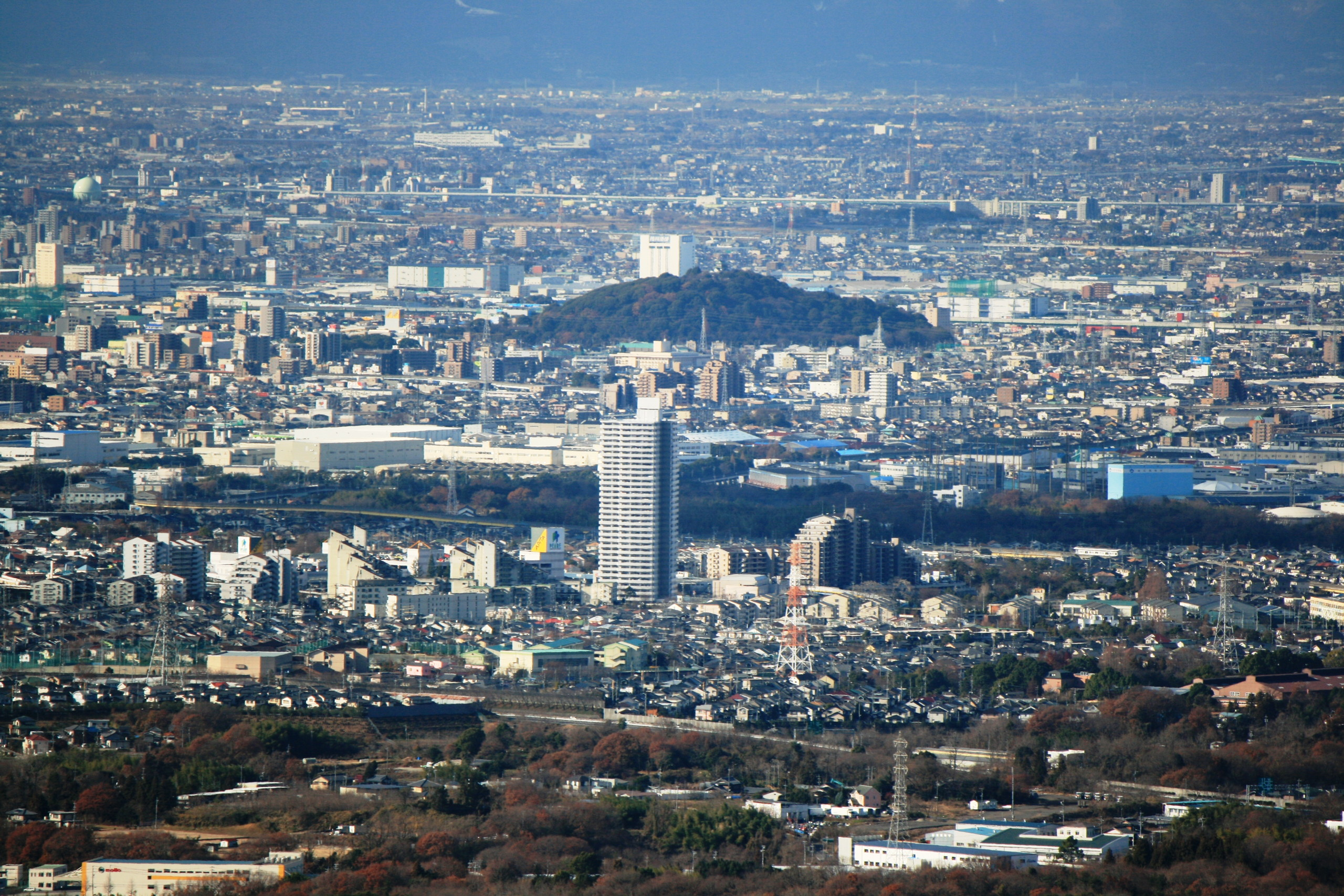
桃花台ニュータウンを有する核都市の1つである小牧市
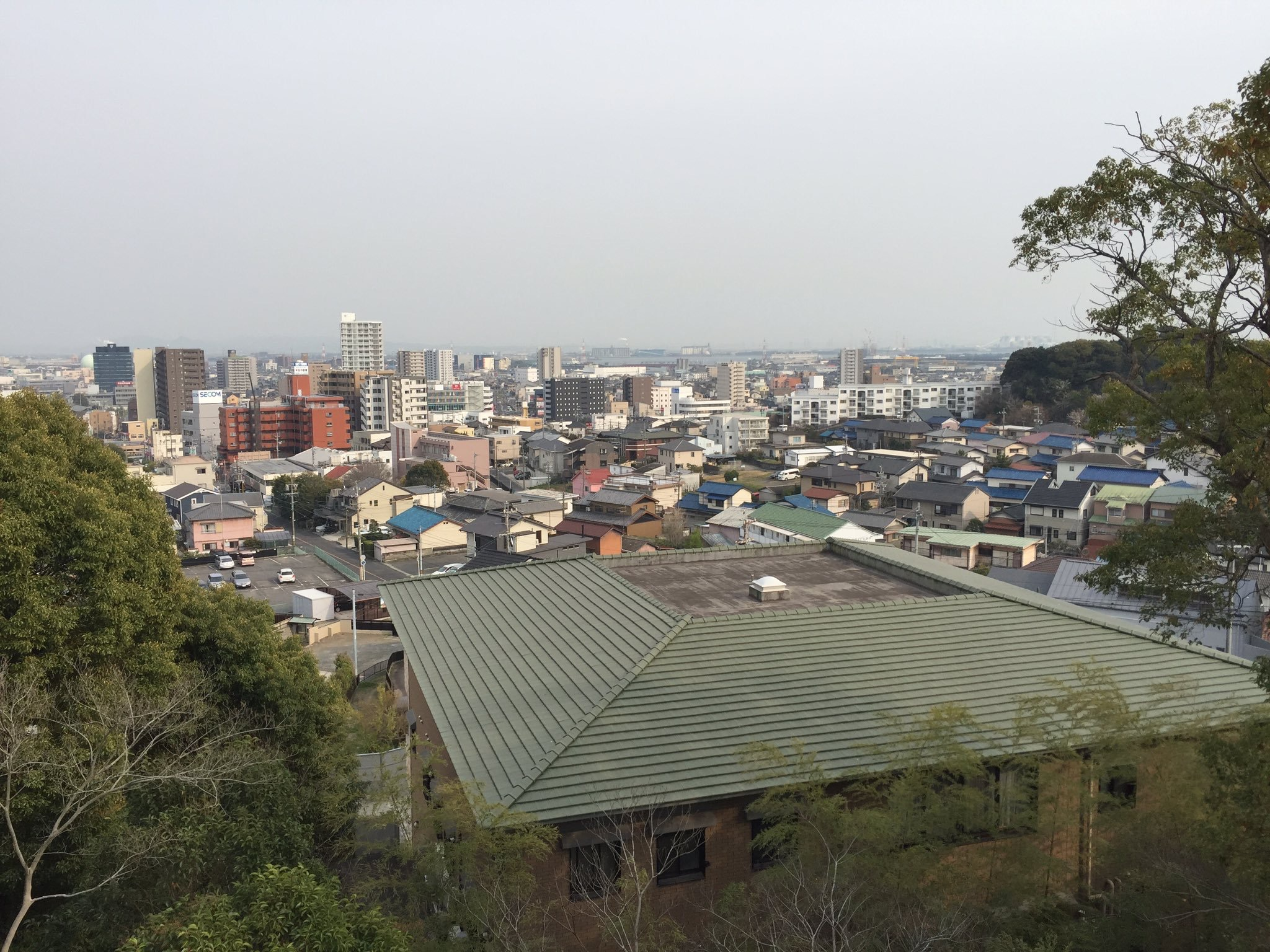
知多半島の港湾都市である半田市の中心市街地
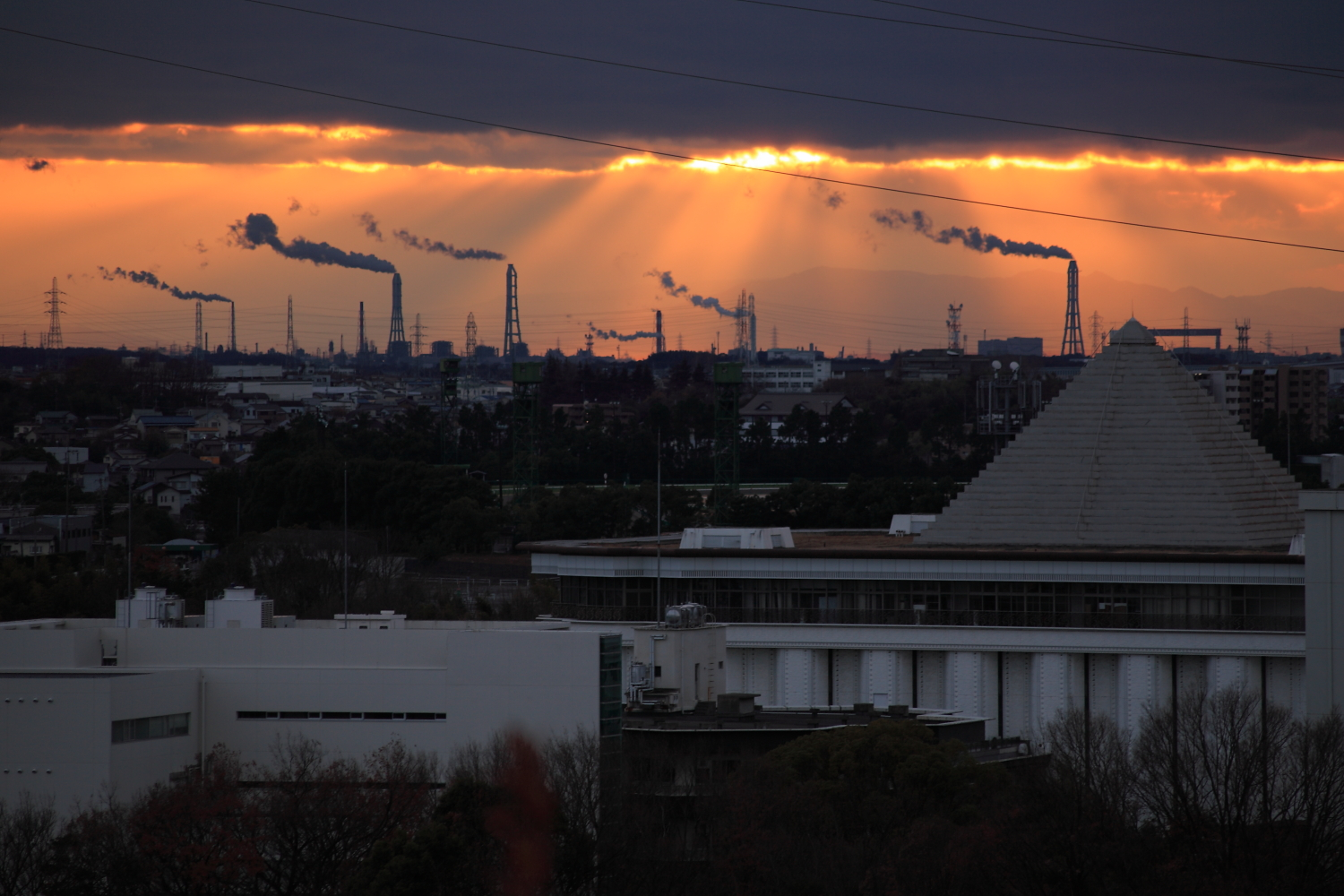
中京工業地帯の1つである東海市の新日鐵住金名古屋製鐵所煙突群
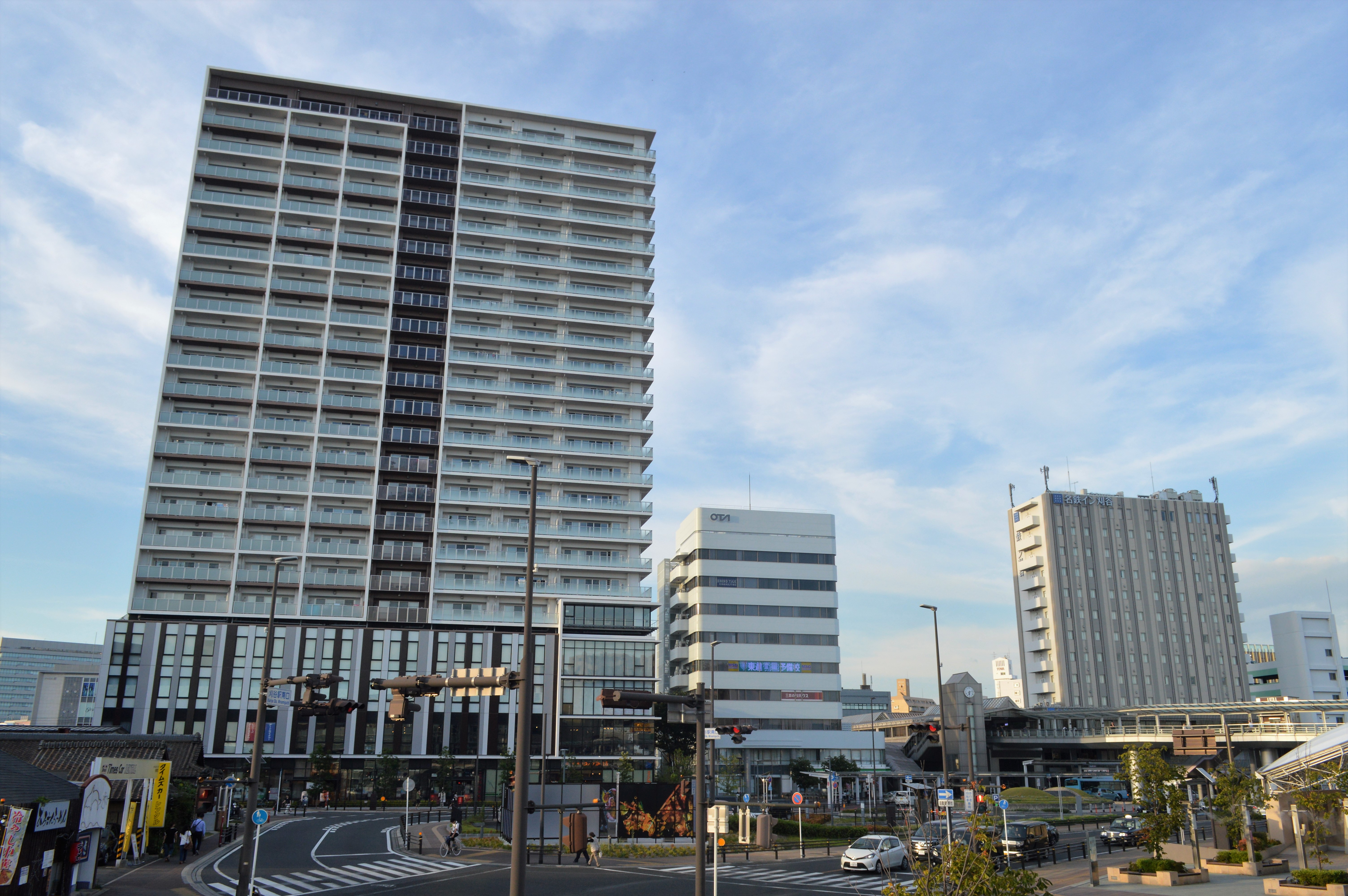
自動車産業中心都市の1つである刈谷市の刈谷駅南口
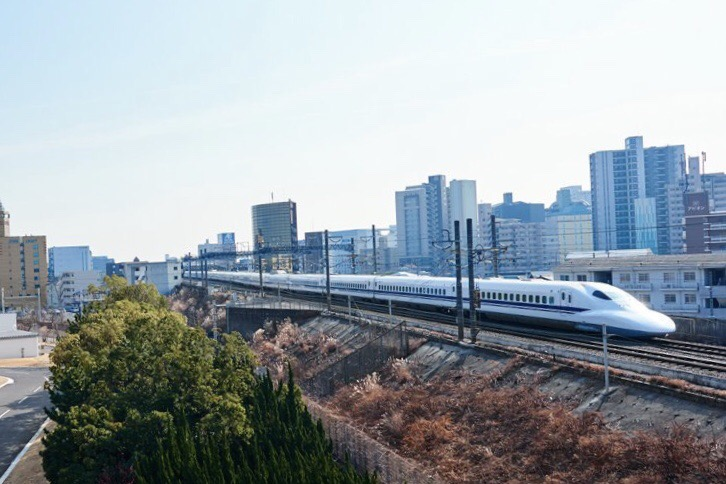
日本の大動脈である東海道新幹線が停車する安城市の三河安城駅周辺

## 変遷
- 都市雇用圏（10% 通勤圏）を構成しない自治体は、各統計年の欄で灰色かつ「-」で示す。太文字は中心都市。

| 県     | 自治体 ('80) | 1980年                    | 1990年                    | 1995年                    | 2000年                    | 2005年                    | 2010年                    | 2015年                    | 自治体 （'15） |
| ------ | ------------ | ------------------------- | ------------------------- | ------------------------- | ------------------------- | ------------------------- | ------------------------- | ------------------------- | -------------- |
| 岐阜県 | 各務原市     | 岐阜 都市圏 71万1981人    | 岐阜 都市圏 80万8103人    | 岐阜 都市圏 81万8302人    | 岐阜 都市圏 82万0848人    | 岐阜 都市圏 83万0623人    | 岐阜 都市圏 83万1430人    | 岐阜 都市圏 82万3219人    | 各務原市       |
| 岐阜県 | 川島町       | 名古屋 都市圏 453万8832人 | 名古屋 都市圏 508万6551人 | 名古屋 都市圏 521万3519人 | 名古屋 都市圏 531万8500人 | 岐阜 都市圏 83万0623人    | 岐阜 都市圏 83万1430人    | 岐阜 都市圏 82万3219人    | 各務原市       |
| 岐阜県 | 多治見市     | 名古屋 都市圏 453万8832人 | 名古屋 都市圏 508万6551人 | 名古屋 都市圏 521万3519人 | 名古屋 都市圏 531万8500人 | 名古屋 都市圏 523万4770人 | 名古屋 都市圏 549万0453人 | 名古屋 都市圏 687万1632人 | 多治見市       |
| 岐阜県 | 笠原町       | 名古屋 都市圏 453万8832人 | 名古屋 都市圏 508万6551人 | 名古屋 都市圏 521万3519人 | 名古屋 都市圏 531万8500人 | 名古屋 都市圏 523万4770人 | 名古屋 都市圏 549万0453人 | 名古屋 都市圏 687万1632人 | 多治見市       |
| 岐阜県 | 可児町       | 名古屋 都市圏 453万8832人 | 名古屋 都市圏 508万6551人 | 名古屋 都市圏 521万3519人 | 名古屋 都市圏 531万8500人 | 名古屋 都市圏 523万4770人 | 名古屋 都市圏 549万0453人 | 名古屋 都市圏 687万1632人 | 可児市         |
| 岐阜県 | 兼山町       | 名古屋 都市圏 453万8832人 | 名古屋 都市圏 508万6551人 | 名古屋 都市圏 521万3519人 | 名古屋 都市圏 531万8500人 | 名古屋 都市圏 523万4770人 | 名古屋 都市圏 549万0453人 | 名古屋 都市圏 687万1632人 | 可児市         |
| 岐阜県 | 御嵩町       | 名古屋 都市圏 453万8832人 | 名古屋 都市圏 508万6551人 | 名古屋 都市圏 521万3519人 | 名古屋 都市圏 531万8500人 | 名古屋 都市圏 523万4770人 | 名古屋 都市圏 549万0453人 | 名古屋 都市圏 687万1632人 | 御嵩町         |
| 岐阜県 | 美濃加茂市   | -                         | 名古屋 都市圏 508万6551人 | 名古屋 都市圏 521万3519人 | 名古屋 都市圏 531万8500人 | 名古屋 都市圏 523万4770人 | 名古屋 都市圏 549万0453人 | 名古屋 都市圏 687万1632人 | 美濃加茂市     |
| 岐阜県 | 坂祝町       | -                         | 名古屋 都市圏 508万6551人 | 名古屋 都市圏 521万3519人 | 名古屋 都市圏 531万8500人 | 名古屋 都市圏 523万4770人 | 名古屋 都市圏 549万0453人 | 名古屋 都市圏 687万1632人 | 坂祝町         |
| 岐阜県 | 八百津町     | -                         | 名古屋 都市圏 508万6551人 | 名古屋 都市圏 521万3519人 | 名古屋 都市圏 531万8500人 | 名古屋 都市圏 523万4770人 | 名古屋 都市圏 549万0453人 | 名古屋 都市圏 687万1632人 | 八百津町       |
| 岐阜県 | 川辺町       | -                         | 名古屋 都市圏 508万6551人 | 名古屋 都市圏 521万3519人 | 名古屋 都市圏 531万8500人 | 名古屋 都市圏 523万4770人 | 名古屋 都市圏 549万0453人 | 名古屋 都市圏 687万1632人 | 川辺町         |
| 岐阜県 | 七宗町       | -                         | 名古屋 都市圏 508万6551人 | 名古屋 都市圏 521万3519人 | 名古屋 都市圏 531万8500人 | 名古屋 都市圏 523万4770人 | 名古屋 都市圏 549万0453人 | 名古屋 都市圏 687万1632人 | 七宗町         |
| 岐阜県 | 富加町       | 関 都市圏 9万6410人       | 関 都市圏 10万5006人      | 関 都市圏 11万6036人      | 関 都市圏 11万3916人      | -                         | 名古屋 都市圏 549万0453人 | 関 都市圏 11万4047人      | 富加町         |
| 岐阜県 | 南濃町       | 名古屋 都市圏             | 名古屋 都市圏             | 名古屋 都市圏             | 名古屋 都市圏             | -                         | -                         | -                         | 海津市         |
| 岐阜県 | 平田町       | -                         | -                         | -                         | -                         | -                         | -                         | -                         | 海津市         |
| 岐阜県 | 海津町       | -                         | -                         | -                         | -                         | -                         | -                         | -                         | 海津市         |
| 岐阜県 | 瑞浪市       | -                         | -                         | 土岐 都市圏 11万3314人    | 土岐 都市圏 11万1069人    | 土岐 都市圏 10万4167人    | 名古屋 都市圏 549万0453人 | 名古屋 都市圏 687万1632人 | 瑞浪市         |
| 岐阜県 | 土岐市       | 土岐 都市圏 6万5035人     | 土岐 都市圏 6万4940人     | 土岐 都市圏 11万3314人    | 土岐 都市圏 11万1069人    | 土岐 都市圏 10万4167人    | 名古屋 都市圏 549万0453人 | 名古屋 都市圏 687万1632人 | 土岐市         |
| 愛知県 | 名古屋市     | 名古屋 都市圏 453万8832人 | 名古屋 都市圏 508万6551人 | 名古屋 都市圏 521万3519人 | 名古屋 都市圏 531万8500人 | 名古屋 都市圏 523万4770人 | 名古屋 都市圏 549万0453人 | 名古屋 都市圏 687万1632人 | 名古屋市       |
| 愛知県 | 一宮市       | 名古屋 都市圏 453万8832人 | 名古屋 都市圏 508万6551人 | 名古屋 都市圏 521万3519人 | 名古屋 都市圏 531万8500人 | 名古屋 都市圏 523万4770人 | 名古屋 都市圏 549万0453人 | 名古屋 都市圏 687万1632人 | 一宮市         |
| 愛知県 | 尾西市       | 名古屋 都市圏 453万8832人 | 名古屋 都市圏 508万6551人 | 名古屋 都市圏 521万3519人 | 名古屋 都市圏 531万8500人 | 名古屋 都市圏 523万4770人 | 名古屋 都市圏 549万0453人 | 名古屋 都市圏 687万1632人 | 一宮市         |
| 愛知県 | 木曽川町     | 名古屋 都市圏 453万8832人 | 名古屋 都市圏 508万6551人 | 名古屋 都市圏 521万3519人 | 名古屋 都市圏 531万8500人 | 名古屋 都市圏 523万4770人 | 名古屋 都市圏 549万0453人 | 名古屋 都市圏 687万1632人 | 一宮市         |
| 愛知県 | 瀬戸市       | 名古屋 都市圏 453万8832人 | 名古屋 都市圏 508万6551人 | 名古屋 都市圏 521万3519人 | 名古屋 都市圏 531万8500人 | 名古屋 都市圏 523万4770人 | 名古屋 都市圏 549万0453人 | 名古屋 都市圏 687万1632人 | 瀬戸市         |
| 愛知県 | 春日井市     | 名古屋 都市圏 453万8832人 | 名古屋 都市圏 508万6551人 | 名古屋 都市圏 521万3519人 | 名古屋 都市圏 531万8500人 | 名古屋 都市圏 523万4770人 | 名古屋 都市圏 549万0453人 | 名古屋 都市圏 687万1632人 | 春日井市       |
| 愛知県 | 津島市       | 名古屋 都市圏 453万8832人 | 名古屋 都市圏 508万6551人 | 名古屋 都市圏 521万3519人 | 名古屋 都市圏 531万8500人 | 名古屋 都市圏 523万4770人 | 名古屋 都市圏 549万0453人 | 名古屋 都市圏 687万1632人 | 津島市         |
| 愛知県 | 犬山市       | 名古屋 都市圏 453万8832人 | 名古屋 都市圏 508万6551人 | 名古屋 都市圏 521万3519人 | 名古屋 都市圏 531万8500人 | 名古屋 都市圏 523万4770人 | 名古屋 都市圏 549万0453人 | 名古屋 都市圏 687万1632人 | 犬山市         |
| 愛知県 | 江南市       | 名古屋 都市圏 453万8832人 | 名古屋 都市圏 508万6551人 | 名古屋 都市圏 521万3519人 | 名古屋 都市圏 531万8500人 | 名古屋 都市圏 523万4770人 | 名古屋 都市圏 549万0453人 | 名古屋 都市圏 687万1632人 | 江南市         |
| 愛知県 | 小牧市       | 名古屋 都市圏 453万8832人 | 名古屋 都市圏 508万6551人 | 名古屋 都市圏 521万3519人 | 名古屋 都市圏 531万8500人 | 名古屋 都市圏 523万4770人 | 名古屋 都市圏 549万0453人 | 名古屋 都市圏 687万1632人 | 小牧市         |
| 愛知県 | 稲沢市       | 名古屋 都市圏 453万8832人 | 名古屋 都市圏 508万6551人 | 名古屋 都市圏 521万3519人 | 名古屋 都市圏 531万8500人 | 名古屋 都市圏 523万4770人 | 名古屋 都市圏 549万0453人 | 名古屋 都市圏 687万1632人 | 稲沢市         |
| 愛知県 | 祖父江町     | 名古屋 都市圏 453万8832人 | 名古屋 都市圏 508万6551人 | 名古屋 都市圏 521万3519人 | 名古屋 都市圏 531万8500人 | 名古屋 都市圏 523万4770人 | 名古屋 都市圏 549万0453人 | 名古屋 都市圏 687万1632人 | 稲沢市         |
| 愛知県 | 平和町       | 名古屋 都市圏 453万8832人 | 名古屋 都市圏 508万6551人 | 名古屋 都市圏 521万3519人 | 名古屋 都市圏 531万8500人 | 名古屋 都市圏 523万4770人 | 名古屋 都市圏 549万0453人 | 名古屋 都市圏 687万1632人 | 稲沢市         |
| 愛知県 | 東海市       | 名古屋 都市圏 453万8832人 | 名古屋 都市圏 508万6551人 | 名古屋 都市圏 521万3519人 | 名古屋 都市圏 531万8500人 | 名古屋 都市圏 523万4770人 | 名古屋 都市圏 549万0453人 | 名古屋 都市圏 687万1632人 | 東海市         |
| 愛知県 | 大府市       | 名古屋 都市圏 453万8832人 | 名古屋 都市圏 508万6551人 | 名古屋 都市圏 521万3519人 | 名古屋 都市圏 531万8500人 | 名古屋 都市圏 523万4770人 | 名古屋 都市圏 549万0453人 | 名古屋 都市圏 687万1632人 | 大府市         |
| 愛知県 | 知多市       | 名古屋 都市圏 453万8832人 | 名古屋 都市圏 508万6551人 | 名古屋 都市圏 521万3519人 | 名古屋 都市圏 531万8500人 | 名古屋 都市圏 523万4770人 | 名古屋 都市圏 549万0453人 | 名古屋 都市圏 687万1632人 | 知多市         |
| 愛知県 | 尾張旭市     | 名古屋 都市圏 453万8832人 | 名古屋 都市圏 508万6551人 | 名古屋 都市圏 521万3519人 | 名古屋 都市圏 531万8500人 | 名古屋 都市圏 523万4770人 | 名古屋 都市圏 549万0453人 | 名古屋 都市圏 687万1632人 | 尾張旭市       |
| 愛知県 | 岩倉市       | 名古屋 都市圏 453万8832人 | 名古屋 都市圏 508万6551人 | 名古屋 都市圏 521万3519人 | 名古屋 都市圏 531万8500人 | 名古屋 都市圏 523万4770人 | 名古屋 都市圏 549万0453人 | 名古屋 都市圏 687万1632人 | 岩倉市         |
| 愛知県 | 豊明市       | 名古屋 都市圏 453万8832人 | 名古屋 都市圏 508万6551人 | 名古屋 都市圏 521万3519人 | 名古屋 都市圏 531万8500人 | 名古屋 都市圏 523万4770人 | 名古屋 都市圏 549万0453人 | 名古屋 都市圏 687万1632人 | 豊明市         |
| 愛知県 | 日進町       | 名古屋 都市圏 453万8832人 | 名古屋 都市圏 508万6551人 | 名古屋 都市圏 521万3519人 | 名古屋 都市圏 531万8500人 | 名古屋 都市圏 523万4770人 | 名古屋 都市圏 549万0453人 | 名古屋 都市圏 687万1632人 | 日進市         |
| 愛知県 | 西枇杷島町   | 名古屋 都市圏 453万8832人 | 名古屋 都市圏 508万6551人 | 名古屋 都市圏 521万3519人 | 名古屋 都市圏 531万8500人 | 名古屋 都市圏 523万4770人 | 名古屋 都市圏 549万0453人 | 名古屋 都市圏 687万1632人 | 清須市         |
| 愛知県 | 清洲町       | 名古屋 都市圏 453万8832人 | 名古屋 都市圏 508万6551人 | 名古屋 都市圏 521万3519人 | 名古屋 都市圏 531万8500人 | 名古屋 都市圏 523万4770人 | 名古屋 都市圏 549万0453人 | 名古屋 都市圏 687万1632人 | 清須市         |
| 愛知県 | 新川町       | 名古屋 都市圏 453万8832人 | 名古屋 都市圏 508万6551人 | 名古屋 都市圏 521万3519人 | 名古屋 都市圏 531万8500人 | 名古屋 都市圏 523万4770人 | 名古屋 都市圏 549万0453人 | 名古屋 都市圏 687万1632人 | 清須市         |
| 愛知県 | 春日村       | 名古屋 都市圏 453万8832人 | 名古屋 都市圏 508万6551人 | 名古屋 都市圏 521万3519人 | 名古屋 都市圏 531万8500人 | 名古屋 都市圏 523万4770人 | 名古屋 都市圏 549万0453人 | 名古屋 都市圏 687万1632人 | 清須市         |
| 愛知県 | 師勝町       | 名古屋 都市圏 453万8832人 | 名古屋 都市圏 508万6551人 | 名古屋 都市圏 521万3519人 | 名古屋 都市圏 531万8500人 | 名古屋 都市圏 523万4770人 | 名古屋 都市圏 549万0453人 | 名古屋 都市圏 687万1632人 | 北名古屋市     |
| 愛知県 | 西春町       | 名古屋 都市圏 453万8832人 | 名古屋 都市圏 508万6551人 | 名古屋 都市圏 521万3519人 | 名古屋 都市圏 531万8500人 | 名古屋 都市圏 523万4770人 | 名古屋 都市圏 549万0453人 | 名古屋 都市圏 687万1632人 | 北名古屋市     |
| 愛知県 | 弥富町       | 名古屋 都市圏 453万8832人 | 名古屋 都市圏 508万6551人 | 名古屋 都市圏 521万3519人 | 名古屋 都市圏 531万8500人 | 名古屋 都市圏 523万4770人 | 名古屋 都市圏 549万0453人 | 名古屋 都市圏 687万1632人 | 弥富市         |
| 愛知県 | 十四山村     | 名古屋 都市圏 453万8832人 | 名古屋 都市圏 508万6551人 | 名古屋 都市圏 521万3519人 | 名古屋 都市圏 531万8500人 | 名古屋 都市圏 523万4770人 | 名古屋 都市圏 549万0453人 | 名古屋 都市圏 687万1632人 | 弥富市         |
| 愛知県 | 七宝町       | 名古屋 都市圏 453万8832人 | 名古屋 都市圏 508万6551人 | 名古屋 都市圏 521万3519人 | 名古屋 都市圏 531万8500人 | 名古屋 都市圏 523万4770人 | 名古屋 都市圏 549万0453人 | 名古屋 都市圏 687万1632人 | あま市         |
| 愛知県 | 甚目寺町     | 名古屋 都市圏 453万8832人 | 名古屋 都市圏 508万6551人 | 名古屋 都市圏 521万3519人 | 名古屋 都市圏 531万8500人 | 名古屋 都市圏 523万4770人 | 名古屋 都市圏 549万0453人 | 名古屋 都市圏 687万1632人 | あま市         |
| 愛知県 | 美和町       | 名古屋 都市圏 453万8832人 | 名古屋 都市圏 508万6551人 | 名古屋 都市圏 521万3519人 | 名古屋 都市圏 531万8500人 | 名古屋 都市圏 523万4770人 | 名古屋 都市圏 549万0453人 | 名古屋 都市圏 687万1632人 | あま市         |
| 愛知県 | 長久手町     | 名古屋 都市圏 453万8832人 | 名古屋 都市圏 508万6551人 | 名古屋 都市圏 521万3519人 | 名古屋 都市圏 531万8500人 | 名古屋 都市圏 523万4770人 | 名古屋 都市圏 549万0453人 | 名古屋 都市圏 687万1632人 | 長久手市       |
| 愛知県 | 東郷町       | 名古屋 都市圏 453万8832人 | 名古屋 都市圏 508万6551人 | 名古屋 都市圏 521万3519人 | 名古屋 都市圏 531万8500人 | 名古屋 都市圏 523万4770人 | 名古屋 都市圏 549万0453人 | 名古屋 都市圏 687万1632人 | 東郷町         |
| 愛知県 | 豊山町       | 名古屋 都市圏 453万8832人 | 名古屋 都市圏 508万6551人 | 名古屋 都市圏 521万3519人 | 名古屋 都市圏 531万8500人 | 名古屋 都市圏 523万4770人 | 名古屋 都市圏 549万0453人 | 名古屋 都市圏 687万1632人 | 豊山町         |
| 愛知県 | 大口町       | 名古屋 都市圏 453万8832人 | 名古屋 都市圏 508万6551人 | 名古屋 都市圏 521万3519人 | 名古屋 都市圏 531万8500人 | 名古屋 都市圏 523万4770人 | 名古屋 都市圏 549万0453人 | 名古屋 都市圏 687万1632人 | 大口町         |
| 愛知県 | 扶桑町       | 名古屋 都市圏 453万8832人 | 名古屋 都市圏 508万6551人 | 名古屋 都市圏 521万3519人 | 名古屋 都市圏 531万8500人 | 名古屋 都市圏 523万4770人 | 名古屋 都市圏 549万0453人 | 名古屋 都市圏 687万1632人 | 扶桑町         |
| 愛知県 | 大治町       | 名古屋 都市圏 453万8832人 | 名古屋 都市圏 508万6551人 | 名古屋 都市圏 521万3519人 | 名古屋 都市圏 531万8500人 | 名古屋 都市圏 523万4770人 | 名古屋 都市圏 549万0453人 | 名古屋 都市圏 687万1632人 | 大治町         |
| 愛知県 | 蟹江町       | 名古屋 都市圏 453万8832人 | 名古屋 都市圏 508万6551人 | 名古屋 都市圏 521万3519人 | 名古屋 都市圏 531万8500人 | 名古屋 都市圏 523万4770人 | 名古屋 都市圏 549万0453人 | 名古屋 都市圏 687万1632人 | 蟹江町         |
| 愛知県 | 飛島村       | 名古屋 都市圏 453万8832人 | 名古屋 都市圏 508万6551人 | 名古屋 都市圏 521万3519人 | 名古屋 都市圏 531万8500人 | 名古屋 都市圏 523万4770人 | 名古屋 都市圏 549万0453人 | 名古屋 都市圏 687万1632人 | 飛島村         |
| 愛知県 | 東浦町       | 名古屋 都市圏 453万8832人 | 名古屋 都市圏 508万6551人 | 名古屋 都市圏 521万3519人 | 名古屋 都市圏 531万8500人 | 名古屋 都市圏 523万4770人 | 名古屋 都市圏 549万0453人 | 名古屋 都市圏 687万1632人 | 東浦町         |
| 愛知県 | 佐屋町       | 名古屋 都市圏 453万8832人 | 名古屋 都市圏 508万6551人 | 名古屋 都市圏 521万3519人 | 名古屋 都市圏 531万8500人 | 名古屋 都市圏 523万4770人 | 名古屋 都市圏 549万0453人 | 名古屋 都市圏 687万1632人 | 愛西市         |
| 愛知県 | 佐織町       | 名古屋 都市圏 453万8832人 | 名古屋 都市圏 508万6551人 | 名古屋 都市圏 521万3519人 | 名古屋 都市圏 531万8500人 | 名古屋 都市圏 523万4770人 | 名古屋 都市圏 549万0453人 | 名古屋 都市圏 687万1632人 | 愛西市         |
| 愛知県 | 立田村       | 名古屋 都市圏 453万8832人 | 名古屋 都市圏 508万6551人 | 名古屋 都市圏 521万3519人 | 名古屋 都市圏 531万8500人 | 名古屋 都市圏 523万4770人 | 名古屋 都市圏 549万0453人 | 名古屋 都市圏 687万1632人 | 愛西市         |
| 愛知県 | 八開村       | -                         | 名古屋 都市圏 508万6551人 | 名古屋 都市圏 521万3519人 | 名古屋 都市圏 531万8500人 | 名古屋 都市圏 523万4770人 | 名古屋 都市圏 549万0453人 | 名古屋 都市圏 687万1632人 | 愛西市         |
| 愛知県 | 常滑市       | 常滑 都市圏 5万4341人     | 名古屋 都市圏 508万6551人 | 名古屋 都市圏 521万3519人 | 名古屋 都市圏 531万8500人 | 名古屋 都市圏 523万4770人 | 名古屋 都市圏 549万0453人 | 名古屋 都市圏 687万1632人 | 常滑市         |
| 愛知県 | 阿久比町     | 名古屋 都市圏             | 名古屋 都市圏 508万6551人 | 名古屋 都市圏 521万3519人 | 名古屋 都市圏 531万8500人 | 半田 都市圏 20万7697人    | 半田 都市圏 21万1880人    | 名古屋 都市圏 687万1632人 | 阿久比町       |
| 愛知県 | 半田市       | 半田 都市圏 14万4056人    | 名古屋 都市圏 508万6551人 | 名古屋 都市圏 521万3519人 | 名古屋 都市圏 531万8500人 | 半田 都市圏 20万7697人    | 半田 都市圏 21万1880人    | 名古屋 都市圏 687万1632人 | 半田市         |
| 愛知県 | 武豊町       | 半田 都市圏 14万4056人    | 名古屋 都市圏 508万6551人 | 名古屋 都市圏 521万3519人 | 名古屋 都市圏 531万8500人 | 半田 都市圏 20万7697人    | 半田 都市圏 21万1880人    | 名古屋 都市圏 687万1632人 | 武豊町         |
| 愛知県 | 美浜町       | 半田 都市圏 14万4056人    | 名古屋 都市圏 508万6551人 | 名古屋 都市圏 521万3519人 | 名古屋 都市圏 531万8500人 | 半田 都市圏 20万7697人    | 半田 都市圏 21万1880人    | 名古屋 都市圏 687万1632人 | 美浜町         |
| 愛知県 | 南知多町     | -                         | -                         | -                         | -                         | -                         | -                         | 名古屋 都市圏 687万1632人 | 南知多町       |
| 愛知県 | 岡崎市       | 岡崎 都市圏 29万7401人    | 岡崎 都市圏 34万7301人    | 岡崎 都市圏 36万4689人    | 岡崎 都市圏 37万9118人    | 岡崎 都市圏 39万9403人    | 岡崎 都市圏 41万0287人    | 名古屋 都市圏 687万1632人 | 岡崎市         |
| 愛知県 | 額田町       | 岡崎 都市圏 29万7401人    | 岡崎 都市圏 34万7301人    | 岡崎 都市圏 36万4689人    | 岡崎 都市圏 37万9118人    | 岡崎 都市圏 39万9403人    | 岡崎 都市圏 41万0287人    | 名古屋 都市圏 687万1632人 | 岡崎市         |
| 愛知県 | 幸田町       | 岡崎 都市圏 29万7401人    | 岡崎 都市圏 34万7301人    | 岡崎 都市圏 36万4689人    | 岡崎 都市圏 37万9118人    | 岡崎 都市圏 39万9403人    | 岡崎 都市圏 41万0287人    | 名古屋 都市圏 687万1632人 | 幸田町         |
| 愛知県 | 碧南市       | 碧南 都市圏 6万2014人     | 碧南 都市圏 6万5743人     | 碧南 都市圏 6万6956人     | 碧南 都市圏 6万7812人     | 碧南 都市圏 7万1408人     | 碧南 都市圏 7万2018人     | 名古屋 都市圏 687万1632人 | 碧南市         |
| 愛知県 | 刈谷市       | 刈谷 都市圏 13万7173人    | 刈谷 都市圏 20万7245人    | 刈谷 都市圏 21万9863人    | 刈谷 都市圏 23万2726人    | 刈谷 都市圏 24万9570人    | 刈谷 都市圏 25万8206人    | 名古屋 都市圏 687万1632人 | 刈谷市         |
| 愛知県 | 高浜市       | 刈谷 都市圏 13万7173人    | 刈谷 都市圏 20万7245人    | 刈谷 都市圏 21万9863人    | 刈谷 都市圏 23万2726人    | 刈谷 都市圏 24万9570人    | 刈谷 都市圏 25万8206人    | 名古屋 都市圏 687万1632人 | 高浜市         |
| 愛知県 | 知立市       | 名古屋 都市圏             | 刈谷 都市圏 20万7245人    | 刈谷 都市圏 21万9863人    | 刈谷 都市圏 23万2726人    | 刈谷 都市圏 24万9570人    | 刈谷 都市圏 25万8206人    | 名古屋 都市圏 687万1632人 | 知立市         |
| 愛知県 | 安城市       | 安城 都市圏 12万3840人    | 安城 都市圏 14万2165人    | 安城 都市圏 14万9460人    | 安城 都市圏 15万8744人    | 安城 都市圏 17万0250人    | 安城 都市圏 17万8691人    | 名古屋 都市圏 687万1632人 | 安城市         |
| 愛知県 | 西尾市       | 西尾 都市圏 13万2419人    | 西尾 都市圏 14万1904人    | 西尾 都市圏 15万8673人    | 西尾 都市圏 14万6751人    | 西尾 都市圏 16万3232人    | 西尾 都市圏 16万5298人    | 名古屋 都市圏 687万1632人 | 西尾市         |
| 愛知県 | 一色町       | 西尾 都市圏 13万2419人    | 西尾 都市圏 14万1904人    | 西尾 都市圏 15万8673人    | 西尾 都市圏 14万6751人    | 西尾 都市圏 16万3232人    | 西尾 都市圏 16万5298人    | 名古屋 都市圏 687万1632人 | 西尾市         |
| 愛知県 | 吉良町       | 西尾 都市圏 13万2419人    | 西尾 都市圏 14万1904人    | 西尾 都市圏 15万8673人    | 西尾 都市圏 14万6751人    | 西尾 都市圏 16万3232人    | 西尾 都市圏 16万5298人    | 名古屋 都市圏 687万1632人 | 西尾市         |
| 愛知県 | 幡豆町       | 蒲郡 都市圏               | -                         | 西尾 都市圏 15万8673人    | 蒲郡 都市圏               | 西尾 都市圏 16万3232人    | 西尾 都市圏 16万5298人    | 名古屋 都市圏 687万1632人 | 西尾市         |
| 三重県 | 木曽岬村     | 名古屋 都市圏 453万8832人 | 名古屋 都市圏 508万6551人 | 名古屋 都市圏 521万3519人 | 名古屋 都市圏 531万8500人 | 名古屋 都市圏 523万4770人 | 名古屋 都市圏 549万0453人 | 名古屋 都市圏 687万1632人 | 木曽岬町       |
| 三重県 | 長島町       | 名古屋 都市圏 453万8832人 | 名古屋 都市圏 508万6551人 | 名古屋 都市圏 521万3519人 | 名古屋 都市圏 531万8500人 | 名古屋 都市圏 523万4770人 | 名古屋 都市圏 549万0453人 | 名古屋 都市圏 687万1632人 | 桑名市         |
| 三重県 | 桑名市       | 名古屋 都市圏 453万8832人 | 名古屋 都市圏 508万6551人 | 名古屋 都市圏 521万3519人 | 名古屋 都市圏 531万8500人 | 名古屋 都市圏 523万4770人 | 名古屋 都市圏 549万0453人 | 名古屋 都市圏 687万1632人 | 桑名市         |
| 三重県 | 多度町       | 名古屋 都市圏 453万8832人 | 名古屋 都市圏 508万6551人 | 名古屋 都市圏 521万3519人 | 名古屋 都市圏 531万8500人 | 名古屋 都市圏 523万4770人 | 名古屋 都市圏 549万0453人 | 名古屋 都市圏 687万1632人 | 桑名市         |
| 三重県 | 東員町       | 名古屋 都市圏 453万8832人 | 名古屋 都市圏 508万6551人 | 名古屋 都市圏 521万3519人 | 名古屋 都市圏 531万8500人 | 名古屋 都市圏 523万4770人 | 名古屋 都市圏 549万0453人 | 名古屋 都市圏 687万1632人 | 東員町         |
| 三重県 | 員弁町       | 名古屋 都市圏 453万8832人 | 名古屋 都市圏 508万6551人 | 名古屋 都市圏 521万3519人 | 名古屋 都市圏 531万8500人 | -                         | 名古屋 都市圏 549万0453人 | 名古屋 都市圏 687万1632人 | いなべ市       |
| 三重県 | 藤原町       | 名古屋 都市圏 453万8832人 | -                         | -                         | -                         | -                         | 名古屋 都市圏 549万0453人 | 名古屋 都市圏 687万1632人 | いなべ市       |
| 三重県 | 北勢町       | 名古屋 都市圏 453万8832人 | -                         | -                         | -                         | -                         | 名古屋 都市圏 549万0453人 | 名古屋 都市圏 687万1632人 | いなべ市       |
| 三重県 | 大安町       | 四日市 都市圏 52万2233人  | 四日市 都市圏 56万6934人  | 四日市 都市圏 59万0266人  | 四日市 都市圏 60万6071人  | -                         | 名古屋 都市圏 549万0453人 | 名古屋 都市圏 687万1632人 | いなべ市       |

### 沿革
岐阜県
- 2004年11月1日 - 各務原市+羽島郡川島町=各務原市（編入）
- 2005年3月28日 - 海津郡海津町+平田町+南濃町=海津市（新設/市制）
- 2005年5月1日 - 可児市+可児郡兼山町=可児市（編入）
- 2006年1月23日 - 多治見市+土岐郡笠原町=多治見市（編入）

愛知県
- 2005年4月1日 - 一宮市+尾西市+葉栗郡木曽川町=一宮市（編入） 
  - 同日 - 稲沢市+中島郡祖父江町+平和町=稲沢市（編入）
  - 同日 - 海部郡佐屋町+立田村+八開村+佐織町=愛西市（新設/市制）
- 2005年7月7日 - 西春日井郡西枇杷島町+清洲町+新川町=清須市（新設/市制）
- 2006年3月20日 - 西春日井郡師勝町+西春町=北名古屋市（新設/市制）
- 2006年4月1日 - 海部郡十四山村+弥富町=弥富市（編入/市制）
- 2009年10月1日 - 清須市+春日町=清須市（編入）
- 2010年3月20日 - 海部郡七宝町+美和町+甚目寺町=あま市（新設/市制）
- 2012年1月4日 - 愛知郡長久手町が市制施行=長久手市

三重県
- 2003年12月1日 - 員弁郡北勢町+員弁町+大安町+藤原町=いなべ市（新設/市制）
- 2004年12月6日 - 桑名市+桑名郡多度町+長島町=桑名市（新設）